# Prokop
Prokop je mužské jméno řeckého původu. Vzniklo buď z řeckého prokoptó, což znamená "prospívající, zdárný, průkopník, cestu razící" (latinské Procopius, které je odezvou na řecké Prokopios), nebo z řeckého prokópos, což znamená "pohotový, připravený k boji". Podle českého kalendáře má svátek 4. července. Můžeme se s ním setkat i jako s příjmením.
Další varianty jména jsou: Prokopek, Prokůpek.

## Prokop v jiných jazycích
- Slovensky, polsky, maďarsky: Prokop
- Rusky: Прокопий
- Srbochorvatsky: Prokopije
- Italsky, španělsky: Procopio
- Francouzsky: Procope
- Řecky: Prokopios
- Nizozemsky, latinsky: Procopius
- Bulharsky: Прокоп nebo Прокопий

## Známí Prokopové

### Křestní jméno
- Svatý Prokop (970–1053) – původně světský kněz a později poustevník, zakladatel Sázavského kláštera
- Prokop Lucemburský (1354/5–1405) – syn moravského markraběte Jana Jindřicha a Markéty Opavské, markrabě moravský (1375-1405) a zemský hejtman království.
- Prokop Holý zvaný též Prokop Veliký (cca 1380–1434) – husitský radikální kněz, politik a vojevůdce
- Prokop Malý zvaný Prokůpek († 1434) – husitský kněz
- Prokop Lupáč z Hlaváčova (cca 1530–1587) – český básník, humanista a historik
- Prokop Dvořecký z Olbramovic († 1621) – český rytíř
- Prokop Diviš (1698–1765) – český přírodovědec a konstruktér bleskosvodu
- Jan Prokop Schaaffgotsche (1748–1813) – v letech 1786 – 1813 první biskup českobudějovický.
- Prokop František Šedivý (1764–cca 1810) – český dramatik, buditel a herec
- Prokop Chocholoušek (1819–1864) – český novinář a spisovatel, autor romantické historické prózy z českých a jihoslovanských dějin, známý i jako satirik
- Prokop Drtina (1900–1980) – český právník a politik

### Příjmení
- Viz článek Prokop (příjmení)
- Viz článek Prokeš